# Meseret Kitata

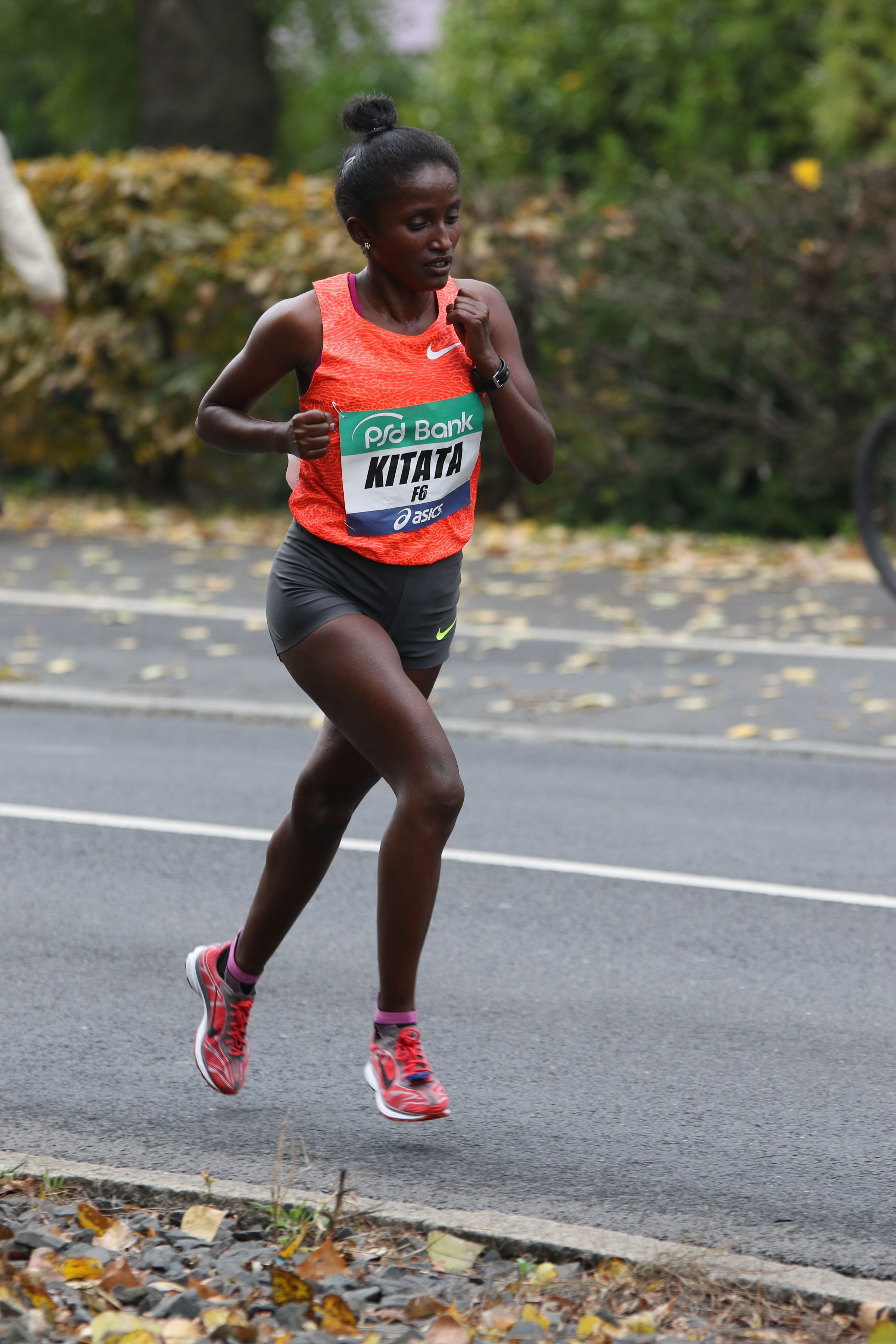
Meseret Kitata 2015, beim Frankfurt-Marathon

Meseret Kitata (* 8. November 1993) ist eine äthiopische Langstreckenläuferin.
2013 gewann sie in Bethesda einen Halbmarathon mit 1:16:25 h.
Ihren ersten Sieg feierte sie am 26. Januar 2014 beim Marrakesch-Marathon, den sie in 2:31:08 h gewann. Vier Wochen später wurde sie gute Zweite beim Ottawa-Marathon in 2:27:26 h. Im Herbst langte es ebenfalls zum zweiten Platz beim Peking-Marathon, für den sie 2:31:08 h benötigte.
Am 22. März 2015 gewann sie den Rom-Marathon in 2:30:25 h. Eine Verbesserung der persönlichen Marathonbestleistung gelang ihr beim Frankfurt-Marathon mit dem 5. Platz in 2:27:17 h.

## Persönliche Bestzeiten
- 20-km-Straßenlauf: 1:07:48 min, 25. Oktober 2015, Frankfurt am Main
- Halbmarathon: 1:11:30 h, 25. Oktober 2015, Frankfurt am Main
- Marathon: 2:27:17h, 25. Oktober 2015, Frankfurt am Main